# Pacific Nations Cup 2013
Der Pacific Nations Cup 2013 war die achte Ausgabe des Rugby-Union-Turniers Pacific Nations Cup. Beteiligt waren die Nationalmannschaften von Fidschi, Japan, Kanada, Tonga und den USA. Zwischen dem 25. Mai und dem 23. Juni 2013 fanden zehn Spiele statt, wobei jede Mannschaft je einmal gegen die vier anderen antrat. Fünf der zehn Spiele wurden in Japan ausgetragen, drei in Kanada und je eines in Fidschi und in den USA. Titelverteidiger Samoa verzichtete auf eine Teilnahme und nahm stattdessen an einem Turnier in Südafrika teil. Den Titel gewann erstmals Fidschi.

## Tabelle
|    | Team               | Spiele | Siege | Unent. | Ndlg. | Spiel- punkte | Diff. | Bonus- punkte | Tabellen- punkte |
| -- | ------------------ | ------ | ----- | ------ | ----- | ------------- | ----- | ------------- | ---------------- |
| 1. | Fidschi            | 4      | 3     | 0      | 1     | 109:59        | + 50  | 4             | 16               |
| 2. | Kanada             | 4      | 3     | 0      | 1     | 85:70         | + 15  | 1             | 13               |
| 3. | Tonga              | 4      | 2     | 0      | 2     | 93:96         | − 3   | 2             | 10               |
| 4. | Japan              | 4      | 2     | 0      | 2     | 79:82         | − 3   | 1             | 9                |
| 5. | Vereinigte Staaten | 4      | 0     | 0      | 4     | 48:107        | − 59  | 1             | 1                |

Die Punkteverteilung war wie folgt:
- 4 Punkte bei einem Sieg
- 2 Punkte bei einem Unentschieden
- 0 Punkte bei einer Niederlage (vor möglichen Bonuspunkten)
- 1 Bonuspunkt bei vier Versuchen in einem Spiel
- 1 Bonuspunkt bei einer Niederlage mit weniger als sieben Punkten Unterschied

## Ergebnisse
| 25. Mai 2013 14:10 JST | Japan                                                                             | 17 : 27        | Tonga | Nippatsu-Mitsuzawa-Stadion, Yokohama Zuschauer: 5.598 Schiedsrichter: Angus Gardner (Australien) |
| 25. Mai 2013 14:10 JST | Versuche: Kizu 20. n.erh. Saʻu 41. n.erh. Tui 62. erh. Erhöhungen: Gorōmaru (1/3) | (5:22) Bericht | Versuche: Vainikolo (2) 5. n.erh., 12. erh. Helu 36. erh. Aholelei 44. erh. Erhöhungen: ʻApikotoa (2/4) Straftritte: Apikotoa (1/2) 23. | Nippatsu-Mitsuzawa-Stadion, Yokohama Zuschauer: 5.598 Schiedsrichter: Angus Gardner (Australien) |

| 25. Mai 2013 14:10 MDT | Kanada                                                                                     | 16 : 9         | Vereinigte Staaten                       | Ellerslie Rugby Park, Edmonton Zuschauer: 3.526 Schiedsrichter: Francisco Pastrana (Argentinien) |
| 25. Mai 2013 14:10 MDT | Versuche: Moonlight 21. erh. Erhöhungen: Braid (1/1) Straftritte: Braid (3/4) 3., 68., 75. | (10:3) Bericht | Straftritte: Siddall (3/4) 33., 49., 61. | Ellerslie Rugby Park, Edmonton Zuschauer: 3.526 Schiedsrichter: Francisco Pastrana (Argentinien) |

| 1. Juni 2013 15:40 FJT | Fidschi | 22 : 8        | Japan                                                        | Churchill Park, Lautoka Zuschauer: 3.500 Schiedsrichter: Garratt Williamson (Neuseeland) |
| 1. Juni 2013 15:40 FJT | Versuche: Bobo 1. n.erh. Naikatini 49. n.erh. Natoga 69. erh. Nadolo 80. n.erh. Erhöhungen: Koroilagilagi (1/4) | (5:0) Bericht | Versuche: Fukuoka 74. n.erh. Straftritte: Gorōmaru (1/3) 48. | Churchill Park, Lautoka Zuschauer: 3.500 Schiedsrichter: Garratt Williamson (Neuseeland) |

| 5. Juni 2013 18:40 EDT | Kanada | 20 : 18         | Fidschi | Twin Elm Rugby Park, Ottawa Zuschauer: 4.548 Schiedsrichter: JP Doyle (England) |
| 5. Juni 2013 18:40 EDT | Versuche: Carpenter 11. erh. Jones 44. n.erh. Barkwill 56. n.erh. Erhöhungen: Braid (1/3) Straftritte: Braid (1/2) 28. | (10:13) Bericht | Versuche: Nadolo 18. n.erh. Qera 73. erh. Erhöhungen: Lutumailagi (1/2) Straftritte: Koroilagilagi (2/3) 26., 31. | Twin Elm Rugby Park, Ottawa Zuschauer: 4.548 Schiedsrichter: JP Doyle (England) |

| 8. Juni 2013 14:10 EDT | Kanada | 36 : 27       | Tonga | Richardson Memorial Stadium, Kingston Zuschauer: 3.117 Schiedsrichter: JP Doyle (England) |
| 8. Juni 2013 14:10 EDT | Versuche: Evans 45. erh. Duke 48. erh. Pritchard 55. erh. Erhöhungen: Pritchard (3/3) Straftritte: Pritchard (4/5) 9., 21., 37., 79. Dropgoals: Hearn (1/1) 52. | (9:7) Bericht | Versuche: Lokotui 3. erh. Iongi 67. erh. Vainikolo 72. n.erh. Helu 76. n.erh. Erhöhungen: Morath (1/3) Kaho (1/1) Straftritte: Morath (1/2) 51. | Richardson Memorial Stadium, Kingston Zuschauer: 3.117 Schiedsrichter: JP Doyle (England) |

| 19. Juni 2013 17:10 JST | Fidschi | 35 : 10         | Vereinigte Staaten                                                                 | Mizuho-Rugbystadion, Nagoya Zuschauer: 3.459 Schiedsrichter: Greg Garner (England) |
| 19. Juni 2013 17:10 JST | Versuche: Matawalu 17. erh. Nagusa 23. erh. Matadigo 46. n.erh. Kenatale 58. erh. Erhöhungen: Bai (3/4) Straftritte: Bai (3/3) 12., 53., 79. | (17:10) Bericht | Versuche: Suniula 36. erh. Erhöhungen: Siddall (1/1) Straftritte: Siddall (1/1) 9. | Mizuho-Rugbystadion, Nagoya Zuschauer: 3.459 Schiedsrichter: Greg Garner (England) |

| 19. Juni 2013 19:10 JST | Japan                                                                                            | 16 : 13       | Kanada                                                                                    | Mizuho-Rugbystadion, Nagoya Zuschauer: 4.456 Schiedsrichter: Jonathon White (Neuseeland) |
| 19. Juni 2013 19:10 JST | Versuche: Gorōmaru 63. erh. Erhöhungen: Gorōmaru (1/1) Straftritte: Gorōmaru (3/4) 45., 52., 73. | (0:3) Bericht | Versuche: Hearn 53. erh. Erhöhungen: Pritchard (1/1) Straftritte: Pritchard (2/2) 3., 66. | Mizuho-Rugbystadion, Nagoya Zuschauer: 4.456 Schiedsrichter: Jonathon White (Neuseeland) |

| 23. Juni 2013 12:10 JST | Fidschi | 34 : 21         | Tonga | Prinz-Chichibu-Rugbystadion, Tokio Zuschauer: 7.195 Schiedsrichter: Jonathon White (Neuseeland) |
| 23. Juni 2013 12:10 JST | Versuche: Bobo 24. erh. Nalaga (2) 34. erh., 69. erh. Nadolo 64. erh. Erhöhungen: Bai (4/4) Straftritte: Bai (2/2) 57., 74. | (14:11) Bericht | Versuche: Anderson 6. n.erh. Latu 79. erh. Erhöhungen: Fahiua (1/1) Straftritte: Palu (3/6) 3., 11., 41. | Prinz-Chichibu-Rugbystadion, Tokio Zuschauer: 7.195 Schiedsrichter: Jonathon White (Neuseeland) |

| 23. Juni 2013 14:10 JST | Japan | 38 : 20         | Vereinigte Staaten                                                                                           | Prinz-Chichibu-Rugbystadion, Tokio Zuschauer: 9.467 Schiedsrichter: Greg Garner (England) |
| 23. Juni 2013 14:10 JST | Versuche: Fujita 7. erh. Sa’u 25. n.erh. Tui 37. erh. Hirose 43. n.erh. Strafversuch 52. erh. Tanaka 62. erh. Erhöhungen: Gorōmaru (4/6) | (19:13) Bericht | Versuche: Wyles 15. erh. Fry 21. n.erh. Hume 67. n.erh. Erhöhungen: Wyles (1/3) Straftritte: Wyles (1/1) 30. | Prinz-Chichibu-Rugbystadion, Tokio Zuschauer: 9.467 Schiedsrichter: Greg Garner (England) |